# 要伝寺
要傳寺（ようでんじ）は、東京都台東区根岸三丁目にある日蓮宗の寺院。山号は法住山。旧本山は大本山小湊誕生寺(身延門流)、潮師法縁。根岸古寺めぐり7番札所。

## 歴史
慶長14年（1609年）、下谷坂本界隈（現在の台東区根岸付近）で布教巡錫した開山の本是院日厳が鎮守堂に7月間参籠し、その後元和元年（1615年）3月28日この地に堂を建立したのが起源である。天保12年（1841年）に火災で焼失し、次いで安政2年（1855年）には安政大地震で被災、翌安政3年（1856年）にも台風で被災、さらに明治時代初期の神仏分離運動により廃寺の危機に直面する。明治15年（1882年）、俊中院日雅（32世）によって中興されると、大正12年（1923年）の関東大震災と昭和20年（1945年）の東京大空襲でも大きな被害は受けなかった。現在の本堂は昭和46年（1971年）の言問通の道路拡張工事にともなう寺地の移動後に再建されたものである。

## 文化財
- 木造日蓮上人坐像　江戸初期の制作とみられ平成5年度に台東区の有形文化財に登載された。[3]

## 交通アクセス
- 鶯谷駅より徒歩約3分（経路案内）。
- 日比谷線入谷駅2番出口より徒歩約4分（経路案内）。

## 関連資料
- 「金杉村」『新編武蔵風土記稿』 巻ノ15豊島郡ノ7、内務省地理局、1884年6月。NDLJP:763977/73。
- “木造日蓮上人坐像（要伝寺）”. 台東区ホームページ (2010年11月4日). 2019年11月23日閲覧。
- “根岸古寺めぐりの案内”. 猫の足あと. 2019年11月23日閲覧。